# Wen-Pin Chien

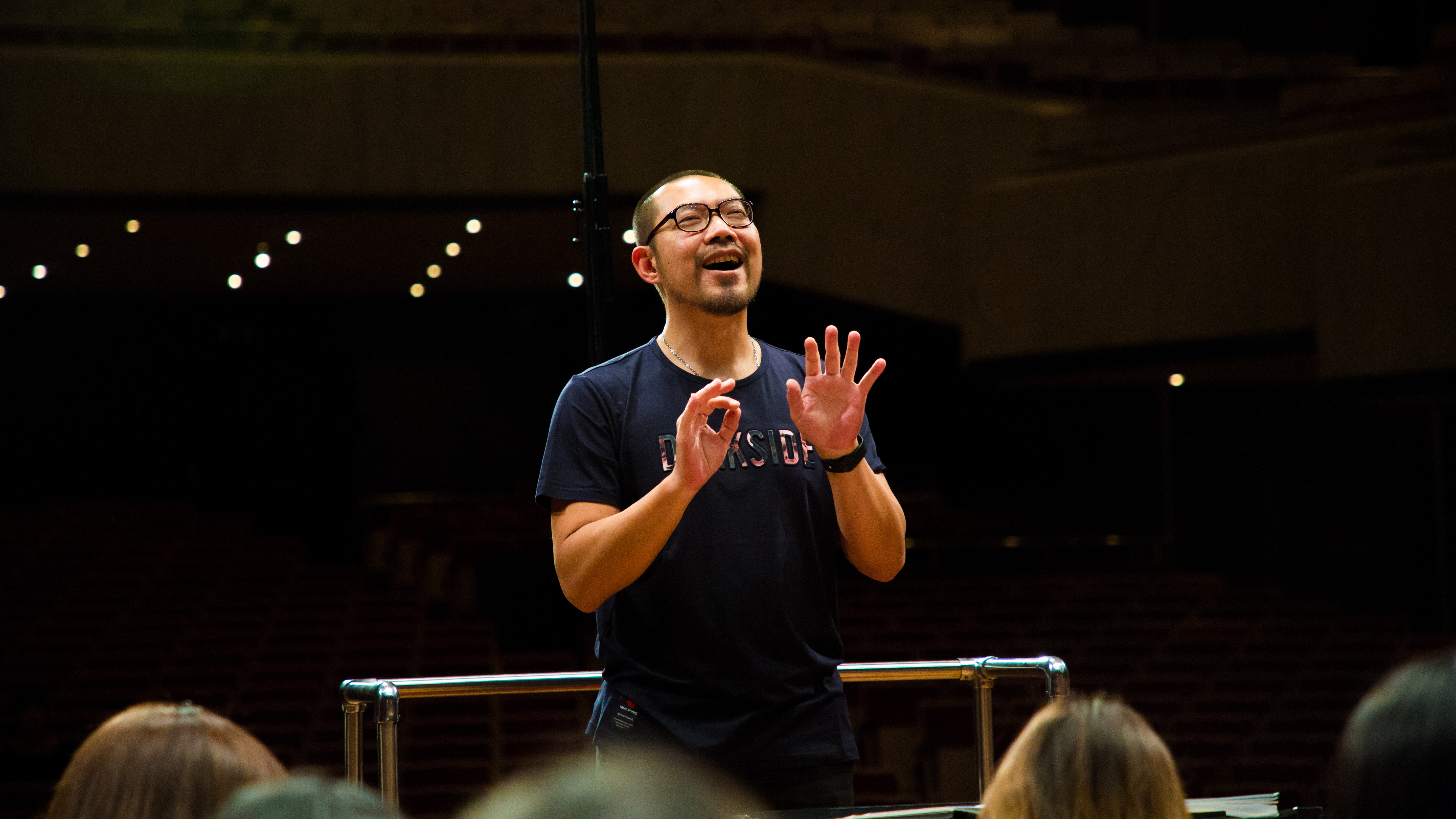
Wen-Pin Chien

Wen-Pin Chien (chinesisch 簡文彬, Pinyin Jiǎn Wénbīn; * 1967 in Taipeh, Republik China) ist ein taiwanischer Dirigent an der Deutschen Oper am Rhein. Er studierte Klavier und Komposition an der National Taiwan Academy of Arts in Taipeh und hat ein Dirigierstudium an der Hochschule für Musik und darstellende Kunst in Wien abgeschlossen.